# عبدالرحمن خوارزمی

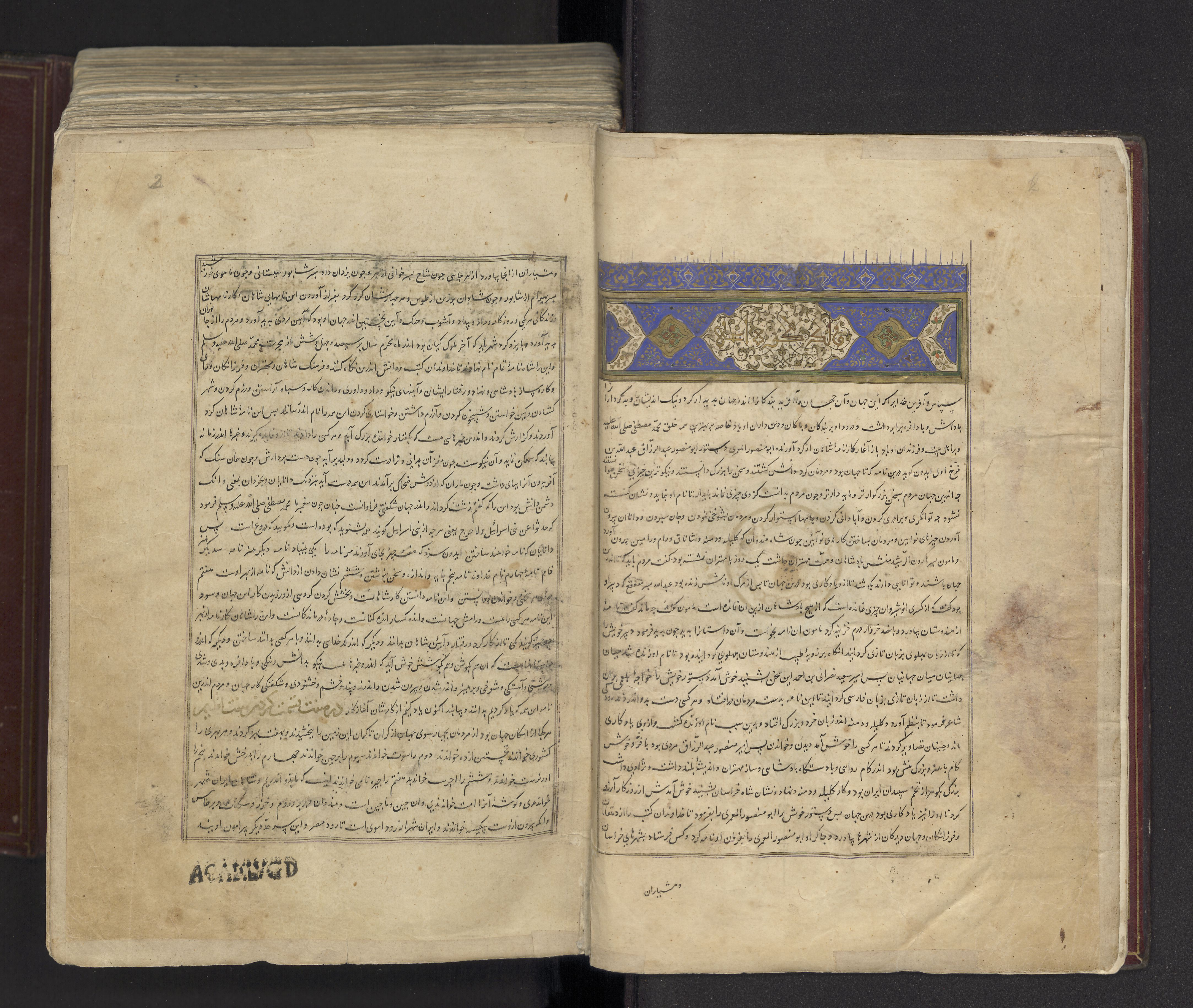
شاهنامه به خط عبدالرحمن در دانشگاه لیدن.

عبدالرحمن خوارزمی (درگذشت: پس از ۸۸۶ ه‍.ق) از خوشنویسان و نستعلیق‌نویسان سدهٔ نهم هجری است. او پدر عبدالرحیم معروف به انیسی و عبدالکریم معروف به پادشاه بود که هر دو از خوشنویسان صاحب کمالات بودند.
عبدالرحمن خوارزمی از استادان هم‌دوره با اظهر تبریزی و سلطان‌علی مشهدی بوده و به قول میرزا حبیب، شاگرد میرعبدالله بن میرعلی تبریزی است. عبدالرحمن ابتدا در دربار جهانشاه بن یوسف قراقویونلو (۸۴۱–۸۷۲ه‍.ق) و کمی پس از مرگ او به دربار سلطان یعقوب آق‌قویونلو (۸۸۴–۸۹۶ه‍.ق) پیوست.